# Boeremusiek
La Boeremusiek (Afrikaans: ‘Musica dei Boeri’) è un tipo di musica popolare strumentale sudafricana. Il suo intento originario era di essere un accompagnamento alla danza sociale alle feste e i festival.

## Storia
La Boeremusiek è originariamente europea, ma una volta portata in Sudafrica e Namibia, è gradualmente cambiata ed è diventata il suo stile tipico.

## Stile
Una concertina è simile a una fisarmonica ed è lo strumento principale nella maggior parte delle orchestre di Boeremusiek. Ci sono molti diversi tipi di concertine ed è per questo che Boeremusiek ha così tanti suoni e stili unici e la costruzione della concertina è ciò che rende diverse le sonorità nell'orchestra di Boeremusiek; il punto dove sono posizionate le fessure e i fori fa la differenza sul suono che produce la concertina.
Un'orchestra di Boeremusiek può comprendere fisarmoniche, armoniche a tasti, pianoforti, armonium e la chitarra e a volte si può trovare un violoncello o una chitarra basso.
Il suono di un'orchestrina di Boeremusiek può dipendere dalla regione da cui proviene l'orchestra, visto che l'intento di Boermusiek è quello di fare musica da ballo informale e strumentale.
Oggi ci sono molte orchestre Boeremusiek di successo che hanno registrato album. Tra le orchestre famose e i singoli artisti oggi figurano Klipwerf Boereorkes, Danie Gray, Nico Carstens, Taffie Kikkilus, Brian Nieuwoudt, Samuel Petzer, Worsie Visser e Die Ghitaar Man.